# Route 6 (Manitoba)
Pour les articles homonymes, voir Route 6.
La route 6 est une route provinciale située au Canada reliant le sud-est au centre-nord de la province du Manitoba.
Elle traverse une région principalement isolée et forestière, très peu urbanisée (surtout dans sa section au nord de St. Martin Junction), bordant l'ouest du Lac Winnipeg. Elle est le principal lien entre Winnipeg, et les régions du nord de la province, dont Thompson, le terminus nord de la route 6. Longue de 732 km (455 mi), elle est la deuxième plus longue route de la province après la route 10. La route 6 est asphaltée sur l'entièreté de sa longueur.

## Description du tracé
La route 6 débute au nord-ouest de Winnipeg sur la route périphérique de la ville, la route 101. Après s'être dirigée vers l'ouest sur 2 km (1,2 mi), elle se dirige vers le nord-ouest sur 60 km (37 mi), en contournant les villes de Grosse Isle et de Warren, puis, elle suit la rive est du Lac Manitoba sur une centaine de kilomètres en traversant une région moins urbanisée. Près de Saint-Martin, la route bifurque pour suivre une orientation davantage vers le nord. Elle atteint Grand Rapids, ville située sur la rive nord-ouest du Lac Manitoba. Elle traverse traverse la ville et devient une route très isolée, sur plus de 170 km (106 mi). Elle croise alors la route 39, au kilomètre 579. Elle bifurque vers le nord-est et parcourt 213 km (132 mi) additionnels dans cette direction dans une région forestière composée de nombreux lacs. Elle se termine alors qu'elle entre dans la ville de Thompson, se poursuivant en tant que route 391.

## Intersections majeures
| Division                                      | Ville                        | km     | Destinations                                                              | Notes                                                               |
| --------------------------------------------- | ---------------------------- | ------ | ------------------------------------------------------------------------- | ------------------------------------------------------------------- |
| No. 14                                        |                              | 0,00   | PTH-101 (Perimeter Highway) / Paterson Road                               |                                                                     |
| No. 14                                        |                              | 0,90   | PR 236 nord – Stonewall                                                   | Carrefour giratoire; terminus sud de la PR 236                      |
| No. 14                                        | Grosse Isle                  | 12,60  | PR 322 nord – Argyle                                                      | Terminus sud de la PR 322                                           |
| No. 14                                        | Grosse Isle                  | 13,80  | PR 321 est – Stony Mountain                                               | Terminus ouest de la PR 321                                         |
| No. 14                                        | Warren                       | 22,30  | PTH-67 est – Stonewall                                                    | Terminus ouest de la PTH-67                                         |
| No. 14                                        | Warren                       | 24,10  | PR 227 ouest – Westbourne                                                 | Terminus est de la PR 227                                           |
| No. 14                                        |                              | 33,00  | R-323 est – Argyle                                                        | Terminus ouest de la PR 323                                         |
| No. 14                                        | Woodlands                    | 37,30  | PR 518 nord                                                               | Terminus sud de la PR 518                                           |
| No. 14                                        |                              | 42,20  | PR 411 ouest – St. Ambroise, Parc provincial de Saint-Ambroise            | Terminus est de la PR 411                                           |
| No. 14                                        |                              | 44,30  | PR 248 sud – Marquette, Elie                                              | Terminus nord de la PR 248                                          |
| No. 18                                        | Saint-Laurent                | 66,90  | PR 415 est                                                                | Terminus ouest de la PR 415                                         |
| No. 18                                        | Clarkleigh                   | 89,60  | PR 229 est – Inwood                                                       | Terminus ouest de la PR 229                                         |
| No. 18                                        | Lundar                       | 102,50 | R-419 – Lundar Beach, Chatfield                                           |                                                                     |
| No. 18                                        | Eriksdale                    | 122,00 | PTH-68 est / PR 417 ouest – Arborg, Réserve de Dog Creek                  | Terminus sud du multiplex avec la PTH-68; terminus est de la PR 417 |
| No. 18                                        |                              | 132,70 | PTH-68 ouest – Sainte-Rose du Lac                                         | Terminus nord du multiplex avec la PTH-68                           |
| No. 18                                        | Ashern                       | 161,20 | PR 325 ouest – Sainte-Rose du Lac                                         | Terminus sud du multiplex avec la PR 325                            |
| No. 18                                        | Ashern                       | 163,30 | PR 325 est – Sainte-Rose du Lac                                           | Terminus nord du multiplex avec la PR 325                           |
| No. 18                                        | Moosehorn                    | 175,90 | PR 237 ouest – Parc provincial de Watchorn                                | Terminus sud du multiplex avec la PR 237                            |
| No. 18                                        |                              | 177,70 | PR 237 est – Deighton Beach                                               | Terminus nord du multiplex avec la PR 237                           |
| No. 18                                        | Steep Rock Junction          | 193,30 | PR 239 ouest – Steep Rock                                                 | Terminus est de la PR 239                                           |
| No. 18                                        | Première nation Pinaymootang | 216,40 | Traverse la rivière Fairford                                              | Traverse la rivière Fairford                                        |
| No. 18                                        | St. Martin Junction          | 230,60 | PR 513 est – Gypsurnville, Dauphin River                                  | Terminus ouest de la PR 513                                         |
| No. 18                                        |                              | 233,50 | PR 328 ouest – Waterhen                                                   | Terminus est de la PR 328                                           |
| No 19                                         |                              | 378,60 | PTH-60 ouest – Easterville, Le Pas, Flin Flon                             | Terminus est de la PTH-60                                           |
| No 21                                         | Grand Rapids                 | 411,00 | Traverse la rivière Saskatchewan                                          | Traverse la rivière Saskatchewan                                    |
| No 21                                         | Ponton                       | 586,10 | PTH-39 ouest – Snow Lake, Flin Flon, Le Pas                               | Terminus est de la PTH-39                                           |
| No 22                                         |                              | 615,80 | PR 373 est – Jenpeg, Norway House, Cross Lake                             | Terminus ouest de la PR 373                                         |
| No 22                                         |                              | 710,00 | PR 375 est – Parc provincial de Lac Paint                                 |                                                                     |
| No 22                                         | Thompson                     | 738,60 | PR 391 nord (Mystery Lake Road) / Burntwood Road – Leaf Rapids, Lynn Lake | La PTH-6 nord devient la PR 391 nord                                |
| - Terminus de multiplex - Transition de route |                              |        |                                                                           |                                                                     |